# Habitacle (marine)

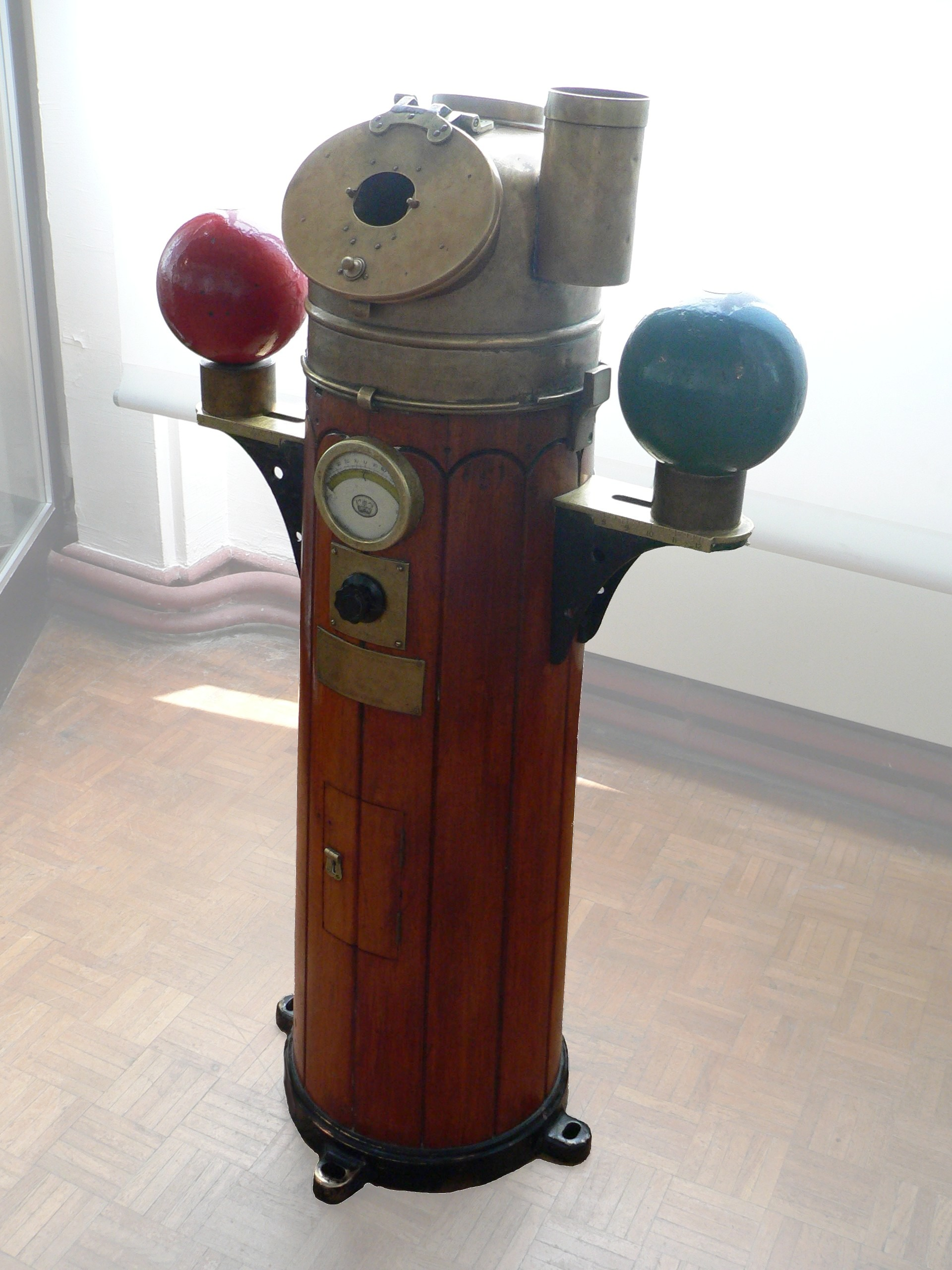
Habitacle avec des sphères de compensation de chaque côté et clinomètre sous la boussole

Un habitacle est un habillage de protection situé sur le pont d'un navire, originellement monté devant la barre (poste du timonier), dans lequel on trouve le compas magnétique et un système d'éclairage.

## Histoire
À l'origine l'habitacle est une boite en bois divisée en trois sections et comprend une boussole garde-cap (on ne parle pas encore de compas à cette époque)  de chaque côté et une lampe à huile ou autre source de lumière au centre. On trouve également des compas secs suspendus.
Le système de suspension à cardan du compas rendra la lecture plus fiable. Plus tard, le fait de plonger la rose dans un liquide améliorera la stabilité de lecture et diminuera les frottements.

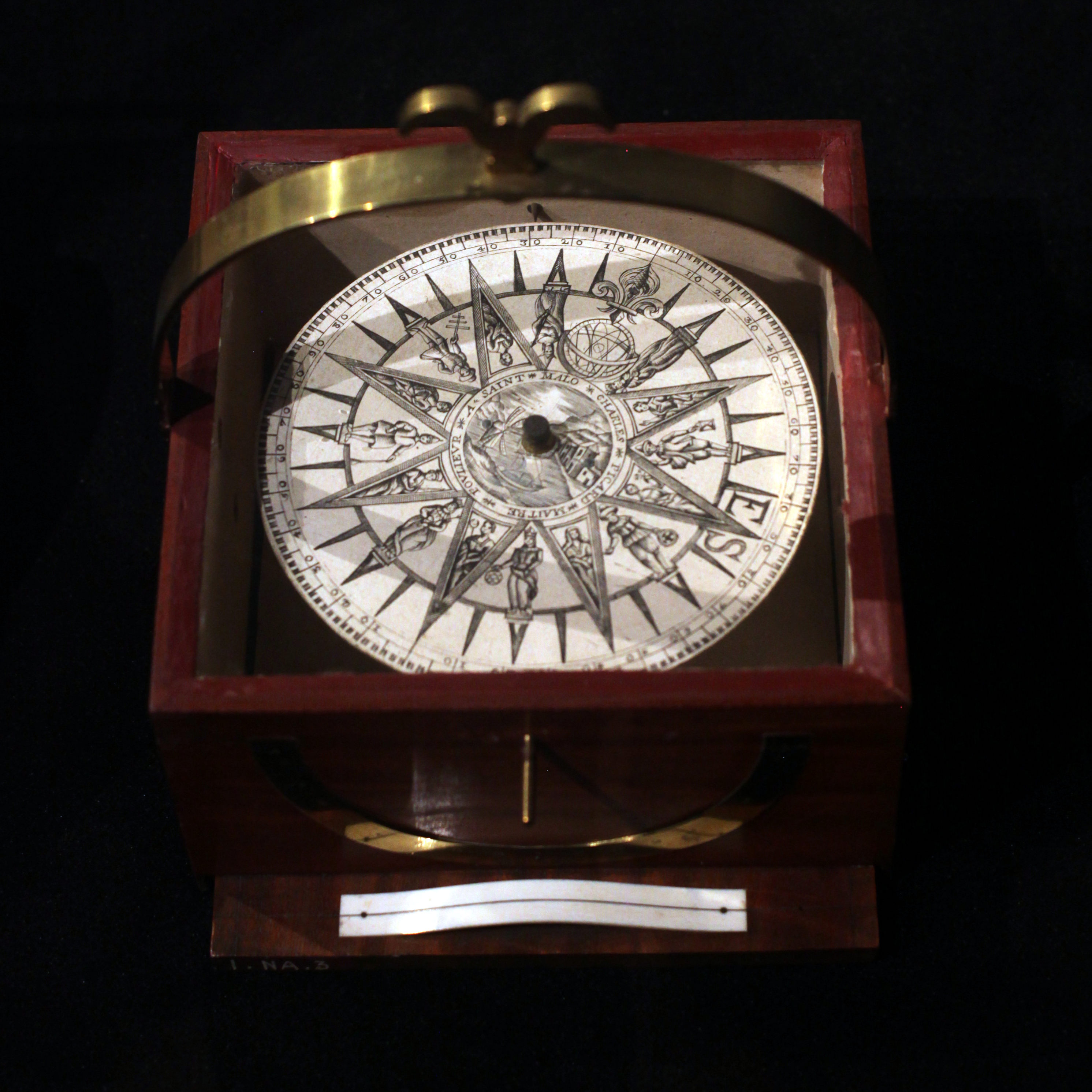
Compas sec suspendu

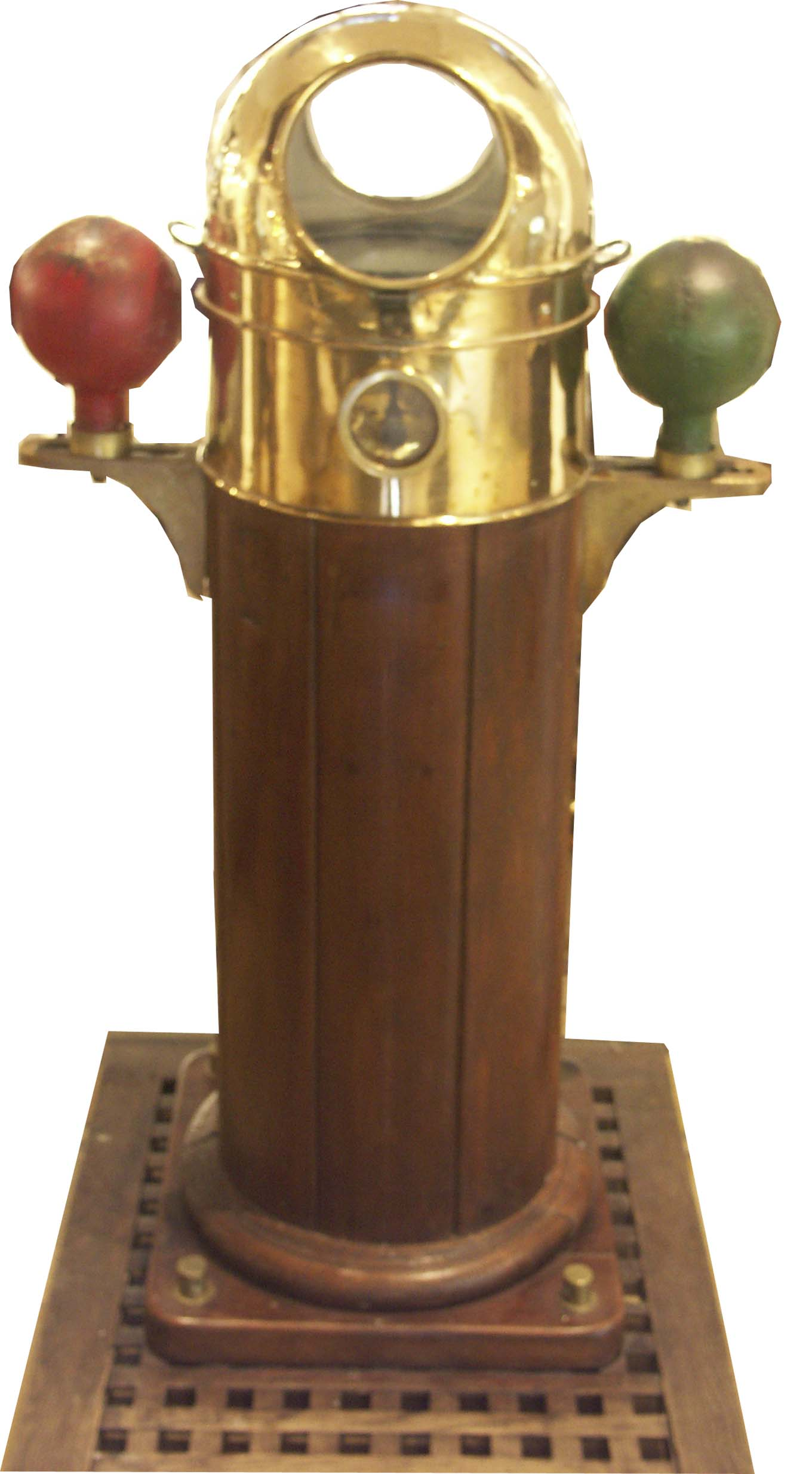
Habitacle de compas d'un navire de la marine marchande (début XIXe siècle), Musée de Toulon)

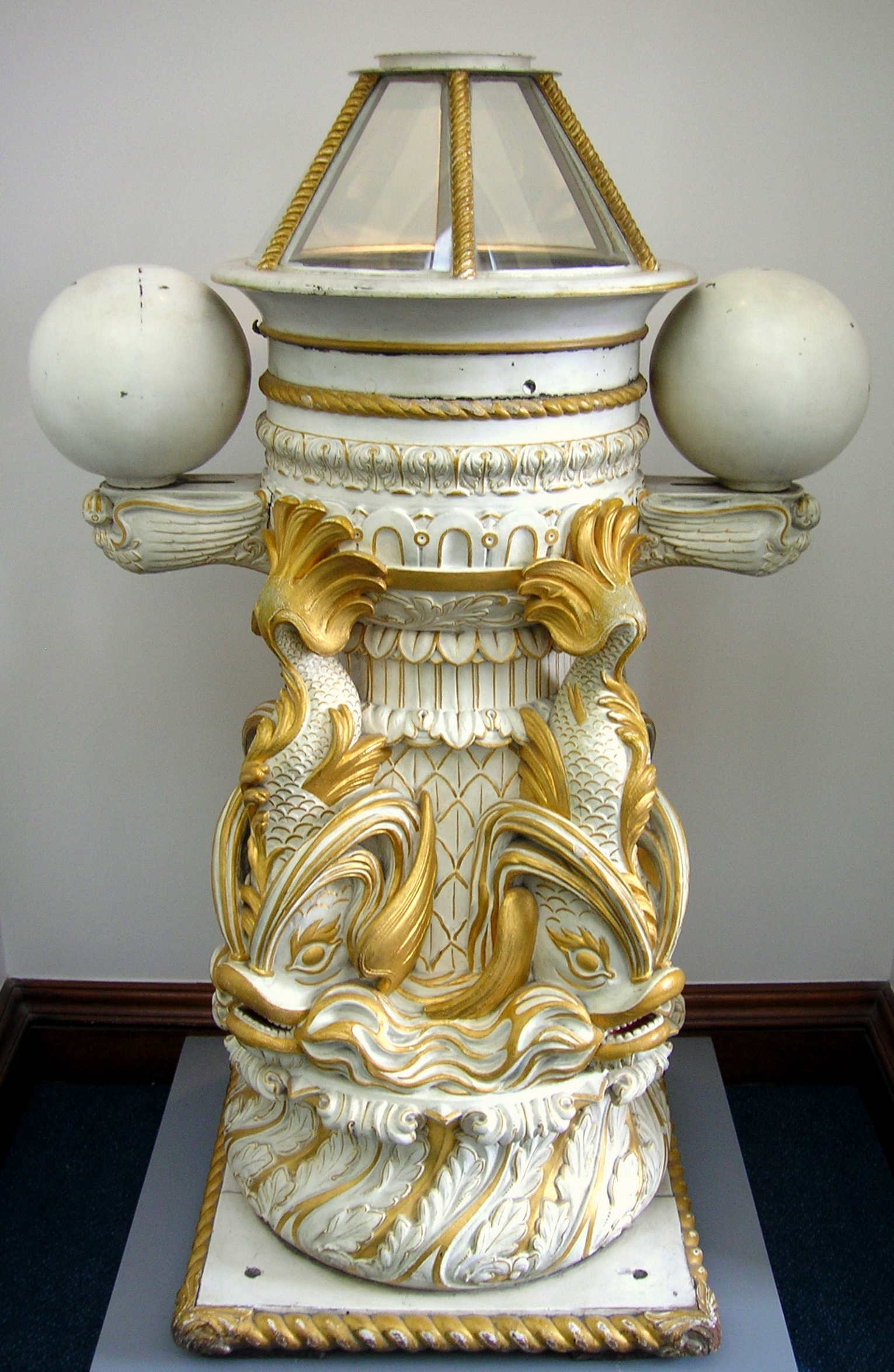
Habitacle du compas sur le yacht royal britannique Victoria and Albert III de 1899. National Maritime Museum, Londres.

Les premiers habitacles apparaissent dans le milieu du XVIIIe siècle et utilisent des clous en fer. On découvre alors que ces clous provoquent des déviations plus grandes. Au fur et à mesure que le développement de la boussole et la compréhension du magnétisme progressent, une attention accrue est accordée à la construction de l'habitacle pour éviter les perturbations de la boussole causées par le fer.
Avec l'introduction des navires en fer, la déviation observée des boussoles s'est avérée plus importante. Des méthodes de compensation par l'organisation de fers ou d'objets magnétiques à proximité de l'habitacle sont alors créées. Vers 1801 Matthew Flinders, lors de son voyage sur l' Investigator étudie le problème et, met en place un cylindre de fer doux dans un tube sur l'avant de l'habitacle (toujours appelé aujourd'hui tube de Flinders). En 1854, John Grey de Liverpool, brevète un nouveau type d'habitacle qui incorpore directement des aimants de correction réglables sur des vis ou des crémaillères. Lord Kelvin améliore encore l'habitacle en brevetant dans les années 1880 un autre système de boussole et en incorporant deux sphères compensatrices en fer doux. Celles-ci sont familièrement connues sous le nom de Kelvin's balls au Royaume-Uni, et navigator's balls aux États-Unis.
Contrairement à la plupart des habitacles contemporains, dont les sphères sont peintes en rouge et en vert pour représenter les couleurs des feux bâbord et tribord du navire, les sphères étaient peintes en noir ou avaient une autre couleur uniforme. On trouve aujourd'hui sur des navires récents des parallélépipèdes rectangles en guise de sphères compensatrices.
Les habitacles peuvent être de véritables œuvres d'art. Le National Maritime Museum, possède une vaste collection d'habitacles.

1- Cales de bois réglant la hauteur du barreau de Flinders, 2- Sphères compensatrices, 3- Aimants longitudinaux, 4- Aimants transversaux, 5- Barreau de Flinders.